# Poliopastea splendida
Poliopastea splendida är en fjärilsart som beskrevs av Butler 1876. Poliopastea splendida ingår i släktet Poliopastea och familjen björnspinnare. Inga underarter finns listade i Catalogue of Life.